# Nevergreen
A Nevergreen egy magyar gothic-doom metal együttes, amely 1994-ben alakult Szegeden vajdasági (Bob Macura, Matláry Miklós) és magyarországi (Dula Sándor, Redon Zsolt) zenészekből. Első két albumukat a PolyGram Records adta ki, 1999 óta a Hammer Records gondozásában jelennek meg lemezeik. A 2004-es Ősnemzés című album után pár évig szüneteltek, de 2007-ben újraindult a zenekar és azóta is folyamatosan készítik lemezeiket, koncerteznek. A Nevergreen Magyarország egyik legismertebb metalegyüttese. 2015-ben a legnagyobb hatású magyar metal-albumok listájára felkerült a Nevergreen bemutatkozó lemeze, az 1994-es Game Over. 

## Története
1994-ben Bob Macura és Matláry Miklós alapították a zenekart. Még ebben az évben a Marlboro Rock In 1994 tehetségkutatón második helyet értek el és megkapták a Polygram kiadó fődíját, ami egy 6 lemezre szóló szerződés volt. Még ebben az évben megjelent a Game Over című gothic-doom metal lemezük. Az albumon Dula Sándor gitározik és Sipos Balázs dobol. A zenéjük annyira sikeres volt, hogy egyből az élre törtek, népszerű metalbandává lettek. Az album második száma az azóta is majd' minden koncerten eljátszott himnuszuk: Ámok.
2004-ben a 10 éves Nevergreen tagjai úgy döntöttek, a zenekart szüneteltetni kell egy ideig, hogy a két alapító tag, Matláry Miklós és Bob Macura megpihenjen, és az így fölszabadult idejükben egyéb projektjeikkel (Ámok, Green Division, Kreaton) foglalkozhassanak. Sok pletyka kelt szárnyra arról, hogy a Matláry Miklós és Bob Macura közötti ellentét miatt döntöttek a szünet mellett, de ezeknek nincsen semmi alapjuk.
A 2007-es újraindulás óta a legtöbb számuk magyarul és angolul is megjelenik, és minden albumra kerül valami földolgozás, csemege (pl. a Frozen Madonnától, vagy a Strangelove, Policy of Truth a Depeche Mode-tól illetve Carl Orff Carmina Buranája). A Strangelove földolgozás külföldi CD-válogatásokon is megjelent.

## Diszkográfia
Stúdióalbumok
- Game Over (1994, Polygram Records)
- Az éj szeme (1996, Polygram Records)
- Ámok (1999, Hammer Records)
- Új sötét kor (2001, Hammer Records)
- Ezer világ őre (2002, Hammer Records)
- Ősnemzés (2004, Hammer Records)
- Erős, mint a Halál (2007, Hammer Records)
- Új birodalom (2009, Hammer Records)
- Karmageddon (2012, Hammer Records)
- Vendetta (2014, Hammer Records)
- Monarchia (2017, Hammer Records)

Koncertalbumok
- Mindörökké (2003, Hammer Records) – A Gothica III. fesztivál fölvételei (DVD, dupla CD, MC, VHS)

Válogatások
- Ab Ovo... (2003, Hammer Records) – válogatás
- Imperium (Box Set, 2011, Hammer Records) – az első 4 album újrakiadása egyben

Egyéb megjelenés
- Metal Hammer Let the Hammer Fall 1999: Nevergreen - Enyém a bosszú (demo version)[4][5][6]
- Metal Hammer Let the Hammer Fall vol 1: Nevergreen - Requiem[7]

## Tagok
Aktuális tagok
- Bob Macura - ének, basszusgitár (minden albumon; a kezdetektől máig)
- Matláry Miklós - billentyűk (minden albumon; a kezdetektől máig)
- Kovács Tamás - dobok (Új birodalom, Karmageddon, Vendetta; 2007–)
- Nenad Nedeljkovic - szóló- és ritmusgitár (2013–)

Korábbi tagok
- Redon Zsolt - dobok (1994)
- Dula Sándor "Sanci" - gitár (Game Over, Az éj szeme; 1994-1996)
- Sipos Balázs - dobok (Game Over, Az éj szeme; 1994-1996)
- Glaug Iván - gitár (Ámok, Új sötét kor; 1996-2000)
- Gajda Ferenc "Finca" - dobok (Ámok, Új sötét kor; 1996-2000)
- Rusic Vladimir "Vladek" - gitár (Új sötét kor (vendég), Ezer világ őre, Mindörökké, Ősnemzés, Vendetta; 2000-2004)
- Szabó Endre - dobok (Mindörökké, Ősnemzés, Erős mint a halál; 2000-2004)
- Vejin Miroslav "Mirche" - gitár (Erős mint a halál, Új birodalom; 2007-2010)
- Simon Valentina "Tina" - női ének (Erős, mint a Halál, Új birodalom, Karmageddon, Vendetta; 2007-2014)
- Erős Szabolcs - gitár (Karmageddon, Vendetta; 2010-2013)

Tiszteletbeli tagok
- Német Attila - dobok (2014–)
- Simon Zoltán - dobok (2013–)
- Ispán András - basszusgitár (2007–)
- Rusic Vladimir "Vladek" - gitár (2007–)

Vendégszereplők, közreműködők
- Bencsik Tamara - háttérvokál (Ősnemzés)
- MC. Mike - dob (Új birodalom)
- Misa Marjanov – gitár
- Sasha Vldicki Sale Timer – gitár
- Patatčić Stanko "Cane" - dobok (Ezer világ őre)
- Dörnyei Gábor - dobok (Új sötét kor bónusz)
- Regdon Zsolt - dobok

## Koncertek
Jelentősebb koncertek, föllépések:
- 2000. április 15. - Gothica I. (Budapest, Viking Klub)
- 2002. május 19. - Gothica II. (Budapest, Freeport)
- 2003. május 2. - Gothica III. (Budapest, PeCsa)
- 2004. május 1. - Gothica IV. (Budapest, PeCsa)
- 2005. november 26 - Gothica V. (Budapest, PeCsa)
- 2007. április 30. - Gothica VI. (6.66) (Budapest, PeCsa)
- 2009. február 21. - Gothica farsang (Budapest, Diesel Club)
- 2010. május 21. - Metalfest Open Air 1.nap (Budapest, Csillebérci Szabadidő Központ)
- 2011. január 7. - Nevergreen Imperium Lemezbemutató (Budapest - Club 202)
- 2012. január 28. - Gothica VII.- Karmageddon lemezbemutató (Budapest - Club 202)
- 2014. május 3. - Vendetta lemezbemutató (Budapest - Club 202)
- 2014. szeptember 7. - Rock On - 20 éves jubileumi nagykoncert (Budapest, Népliget)

Fesztiválok, ahol megfordult a csapat:
EFOTT, EMI, Peninsula - Félsziget fesztivál, FEZEN, FIERD Fesztivál, Gothica fesztivál, Hegyalja Fesztivál, MarisFest (Marosvásárhely), Metal Open Air Hungary, Pannon Fest, Pannónia Fesztivál, Rockmaraton, Rock On fesztivál, Rock part, Samfest, Sziget Fesztivál, SzIN, Vekeri fesztivál, Vodova Fest (Ruski Krstur), Zentai Nyári Játékok

## Írások, kritikák
Mindenféle cikk a zenekarral kapcsolatban
- Quart.hu 2007. augusztus 9.
- HammerWorld.hu Archiválva 2015. április 3-i dátummal a Wayback Machine-ben 2009. december 14.
- Viharock.hu 2010. január 14.
- Nevergreen Archiválva 2015. április 2-i dátummal a Wayback Machine-ben a dalok.hu oldalán
- Nevergreen a Fémforgács oldalán
- Nevergreen a Zeneszöveg.hu-n
- Nevergreen a Port.hu-n
- Nevergreen a metal-archives oldalán

## További hivatkozások
- Frozen (Madonna Cover)
- Jöjj messiás / Rise Messiah
- Dermedt angyal szárnyán / Tired wings of doom
- Az elveszett világ / Sad wings of the war
- Ámok
- A szerelemben nem hiszek / I never will believe in love
- A végső harcunk vár / Still rise for the last fight
- Kereszt az égen / Cross on the sky